# Placa (anatomía)

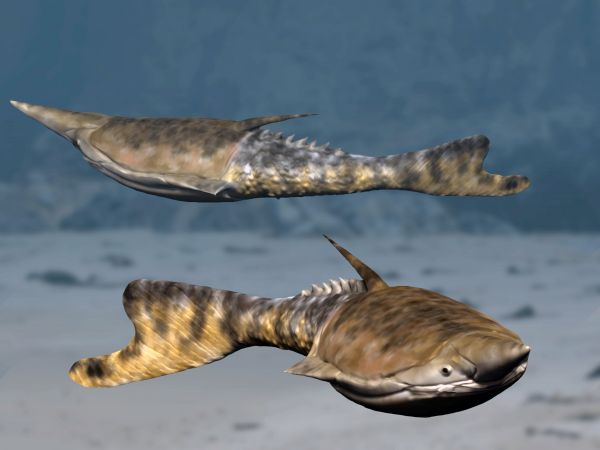
Los pteraspidomorfos (se muestra Pteraspis) son peces prehistóricos sin mandíbula que se caracterizan por su masiva armadura dérmica en la cabeza que tiene placas o escudos grandes, medianos, ventrales y dorsales.

Una placa en anatomía zoológica puede referirse a varias cosas:

## Huesos planos
(ejemplos: placas óseas, placas dérmicas) de vertebrados
- un apéndice del grupo de dinosaurios Stegosauria.
- Placas blindadas articuladas en los Placodermi (literalmente "con piel de placa"), una clase extinta de peces prehistóricos (incluidas las placas craneales, torácicas y dentales).
- escudos óseos de los ostracodermos (peces acorazados sin mandíbulas) como la armadura dérmica de la cabeza de los miembros de la clase Pteraspidomorphi que incluyen placas dorsal, ventral, rostral y pineal.
- placas de un caparazón, como las placas dérmicas del caparazón de una tortuga.
- placas dérmicas que cubren parcial o completamente el cuerpo del pez en el orden Gasterosteiformes que incluye a los espinosos y parientes.
- placas de huesos dérmicos del armadillo.
- Placa cigomática, una placa ósea derivada de la parte frontal aplanada del arco cigomático (pómulo) en la anatomía de roedores.

## Otras estructuras planas
- escamas peludas de queratina en forma de placa del pangolín
- Placa basal, varios significados relacionados con la anatomía

## Otros significados en anatomía humana
- Placa alar, una estructura neural en el sistema nervioso embrionario.
- Placa cribiforme, del hueso etmoides (lámina horizontal) recibida en la muesca etmoidal del hueso frontal y techos en las cavidades nasales..
- Placa epifisaria, una placa de cartílago hialino en la metáfisis en cada extremo de un hueso largo.
- Placa pterigoidea lateral del esfenoides, un hueso ancho, delgado y evertido que forma la parte lateral de un proceso en forma de herradura que se extiende desde la cara inferior del hueso esfenoides.
- Placa de la uña, la parte dura y translúcida de la uña.
- Placa perpendicular del hueso etmoides (placa vertical), una lámina delgada y aplanada, de forma poligonal, que desciende desde la superficie inferior de la placa cribiforme y ayuda a formar el tabique de la nariz.

## Estructuras relacionadas
- Scutum, una placa externa ósea o escama cubierta con queratina, como en la caparazón de una tortuga, la piel de los cocodrilos y las patas de las aves.
- Esclerito, una placa que forma el exoesqueleto de los invertebrados.